# 監突
監突（?—?），战国时期秦国人。
前385年，流亡在外三十年的秦国公子连，回到秦国，杀死三岁的堂弟秦出公，即位为秦献公。他想要怪罪守关不接纳他回来的右主然，重赏接纳他的菌改。监突劝谏说：“这样做不可以。秦国公子很多流亡在外，如果如此赏罚，那么人臣会争相把流亡的公子放回国。这对君主你不利。”秦献公听从他的劝说，赦免了右主然，给菌改赐爵官大夫。《古今人表》称之为大監突，列为第五等中中。